# Stads- en streekvervoer in Friesland
Het stads- en streekvervoer in Friesland geeft een overzicht van alle buslijnen, regionale treinen en veerdiensten die respectievelijk gereden en gevaren worden in de provincie Friesland. Het gaat hier om de lijnen die zich in de provincie begeven, maar ook lijnen die de provincie doorkruisen.
De schuingedrukte plaatsnamen bevinden zich buiten de provincie Friesland. Bij lijnen die horen bij concessies die niet uit Friesland komen is tevens de opdrachtgevende OV-autoriteit vermeld.
De provincie Friesland is de verantwoordelijke OV-autoriteit voor het busvervoer in die provincie. In Leeuwarden wordt een stadsdienst gereden.
De regionale treinen in de provincie maken onderdeel uit van de Noordelijke Nevenlijnen. Deze wordt verstrekt door de provincies Friesland en Groningen.
Het ministerie van Infrastructuur en Waterstaat is verantwoordelijk voor de veerdiensten vanuit het vasteland naar de Friese Waddeneilanden en vice versa.

## Historie
De eerste vorm van lokaal openbaar vervoer in Friesland kwam in 1880 met de oprichting van de Nederlandsche Tramweg Maatschappij. De eerste paardentramlijn liep van Dokkum naar Veenwouden en werd geopend op 6 oktober 1880. Later kwamen er Friese stoomtrams door heel de provincie.
Het NTM-tramnet werd in de jaren 1939-1948 geheel opgeheven en vervangen door autobussen. In 1947 werd de stadsdienst in Leeuwarden ingevoerd. Een jaar eerder kwam er een lijn tussen Leeuwarden en Alkmaar via de Afsluitdijk. Er werden ook lijnen geruild met naburige ondernemingen zoals de LABO, NOF, ZWH en ESA, dit was ter afbakening van de vervoersgebieden, zodat er in 1949 een buslijn kwam tussen Leeuwarden, Sneek, Heerenveen en Wolvega met doorverbindingen naar Steenwijk, Meppel, Assen en Groningen.
In 1971 werden onder meer de NOF en NTM gefuseerd tot FRAM. Deze fuseerde in 1996 samen met DVM/NWH tot VEONN. Laatstgenoemde heeft geen lang bestaan gekend, in september 1998 werd VEONN overgenomen door het Britse Arriva. In het Noord- en Zuidwesten gingen bussen van dochteronderneming NoordNed rijden. In het Zuidoosten werd de naam Arriva gehanteerd. Door de invoering van Wet personenvervoer 2000 werden gebieden (concessies) vanaf 2001 openbaar aanbesteed. Arriva behield de eerste jaren alle concessies in Friesland. Tussen 2006 en 2009 is Arriva met uitzondering van de Waddeneilanden al het busvervoer in Friesland kwijtgeraakt aan concurrerende vervoerbedrijven. In 2012 verkreeg Arriva opnieuw het busvervoer in een groot deel van de provincie, door het winnen van de concessie Noord- en Zuidwest-Fryslân en Schiermonnikoog. In 2016 won Arriva de concessie Zuidoost-Fryslân en zo keerde Arriva ook in die regio terug. Hierdoor is Arriva momenteel de enige busvervoerder in de gehele provincie (als buslijnen uit concessies van aangrenzende provincies niet meegeteld worden).
Per 11 december 2022 zijn de twee concessies in Friesland samengevoegd tot één Fryslân concessie.
Onderaan is een lijst te vinden met voormalige buslijnen.

## OV-chipkaart
Vooruitlopend op de landelijke invoering van de OV-chipkaart testte Arriva vanaf 28 juni 2006 met steun van de provincie Friesland de chipkaart in een dertigtal bussen in Friesland. De proef werd uitgevoerd op de toenmalige lijn 26 tussen Oldeberkoop, Noordwolde, De Blesse, Wolvega en Heerenveen, op Qliner 320 tussen Drachten en Leeuwarden en de stadslijnen 1 t/m 6 in Leeuwarden. Ook werd er getest in de treinen tussen Leeuwarden en Groningen. In de proefperiode testen 50 personen de werking en gebruiksvriendelijkheid van de OV-chipkaart.
Het duurde nog enkele jaren voordat de OV-chipkaart in Friesland gebruikt kon worden. Op 14 september 2009 was Connexxion, die destijds in Noord- en Zuidwest-Friesland (inclusief Leeuwarden) reed er klaar voor en Qbuzz volgde op 1 januari 2010 in het zuidoosten van de provincie. Op Vlieland, Terschelling, Ameland en Schiermonnikoog werd de OV-chipkaart vanwege het toerisme pas veel later ingevoerd. In 2017 werd de OV-chipkaart ingevoerd op Vlieland, Terschelling en Ameland, in 2019 volgde Schiermonnikoog.
|                                               |                                                    | Tariefjaar (vol tarief in euro's) | Tariefjaar (vol tarief in euro's) | Tariefjaar (vol tarief in euro's) | Tariefjaar (vol tarief in euro's) | Tariefjaar (vol tarief in euro's) |
| Concessie(s)                                  | Verbinding(en)                                     | 2011                              | 2012                              | 2013                              | 2014                              | 2015                              |
| --------------------------------------------- | -------------------------------------------------- | --------------------------------- | --------------------------------- | --------------------------------- | --------------------------------- | --------------------------------- |
| Noord- en Zuidwest-Fryslân en Schiermonnikoog | Streekbussen (m.u.v. de bussen op Schiermonnikoog) | 0,118                             | 0,124                             | 0,129                             | 0,137                             | 0,145                             |
| Noord- en Zuidwest-Fryslân en Schiermonnikoog | Stadsdienst Leeuwarden                             | 0,088                             | 0,094                             | 0,098                             | 0,116                             | 0,135                             |
| Noord- en Zuidwest-Fryslân en Schiermonnikoog | Buurtbus                                           |                                   |                                   |                                   | 0,050                             | 0,070                             |
| Noord- en Zuidwest-Fryslân en Schiermonnikoog | Qliners 315, 325 en 335                            | 0,149                             | 0,156                             | 0,162                             | 0,164                             | 0,176                             |
| Noord- en Zuidwest-Fryslân en Schiermonnikoog | Qliners 350 en 351 (Friese deel)                   | 0,141                             | 0,149                             | 0,155                             | 0,157                             | 0,169                             |
| Noord- en Zuidwest-Fryslân en Schiermonnikoog | Qliners 350 en 351 (Noord-Hollandse deel)          | 0,141                             | 0,115                             | 0,129                             | 0,131                             | 0,169                             |
| Zuidoost-Fryslân en Wadden                    | Alle lijnen, behalve buurtbussen                   | 0,118                             | 0,124                             | 0,129                             | 0,137                             | 0,145                             |

- In 2012 is de tariefopbouw van lijn 350 veranderd. Het totale tarief wordt na 82 kilometer niet meer hoger (aftoppen).
- Op Qliner 315 (en voorheen ook Qliners 325 en 335) wordt afgetopt op 100 kilometer (over het gehele tarief).

## Huidige concessiegebieden
De concessie Fryslân valt onder het beheer van de provincie Friesland. Het regionaal spoorvervoer in Friesland en Groningen valt niet alleen onder het beheer van de provincie Friesland, maar ook van de provincie Groningen. De Friese Waddenveren vallen onder het beheer van het ministerie van Infrastructuur en Waterstaat.
| Concessiegebied                             | Vervoerder      | Duur                    |
| ------------------------------------------- | --------------- | ----------------------- |
| Fryslân inclusief stadsdienst Leeuwarden    | Qbuzz           | 15.12.2024 - 09.12.2034 |
| Regionaal spoorvervoer Fryslân en Groningen | Arriva          | 13.12.2020 - 15.12.2035 |
| Friese Waddenveren Oost                     | Wagenborg       | 09.04.2014 - 08.01.2029 |
| Friese Waddenveren West                     | Rederij Doeksen | 18.04.2014 - 08.01.2029 |

### Fryslân (Qbuzz)
De buslijnen in deze concessie worden geëxploiteerd door Qbuzz, omvat al het busvervoer in de provincie Friesland en is een samenvoeging van de concessies Zuidoost-Fryslân en Wadden en Noord- en Zuidwest-Fryslân en Schiermonnikoog.

In de concessie Fryslân komen verschillende busdiensten voor, naast het stadsvervoer in Leeuwarden, eilandvervoer op de Friese Waddeneilanden en diverse streeklijnen rijden er ook Qliners rond. Dit is een vorm van hoogwaardig openbaar vervoer met luxere en snellere bussen die onderweg minder vaak stoppen. Tevens zijn er ook een aantal buurt- en schoolbussen. Doordat Friesland bestaat uit vele kleine dorpjes is het moeilijk om een rendabele vaste dienst te rijden. Hiervoor wordt de Opstapper ingezet. De Opstapper is een kleine bus (taxibus) die rijdt tussen een knooppunt/overstappunt en een kern. In de dorpskern is het mogelijk voor een extra bedrag om te worden afgezet/opgepikt op een eigen gekozen adres. Voor het gebruik van de Opstapper moet men minimaal 1,5 uur van tevoren reserveren en is het niet mogelijk om met de OV-chipkaart te reizen. De Opstapper heeft vaste aankomst en vertrektijden op de knooppunten zodat er altijd aansluiting geboden kan worden op andere buslijnen of treinen.
| Lijn                   | Route                                               | Via | Bijzonderheden |
| ---------------------- | --------------------------------------------------- | --- | --- |
| Stadsdienst Leeuwarden |                                                     | | |
| 1                      | Station - Grou Sporthal                             | Leeuwarden (Goutum, Techum), Wirdum, Idaerd                                                                              | |
| 2                      | Station - Aldlân-Oost                               | Huizum, MCL | |
| 3                      | Station - Camminghaburen                            | Schieringen, Heechterp                                                                                                   | |
| 4                      | Station - Nijlân                                    | | |
| 5                      | Station - Warten Hoofdstraat                        | Leeuwarden (Goutum), Wergea                                                                                              | |
| 6                      | Station - Bilgaard                                  | Centrum, (NHL Stenden)                                                                                                   | |
| 7                      | Station - Zuiderburen                               | Achter de Hoven, Huizum-Dorp                                                                                             | |
| 8                      | Station - Vrijheidswijk                             | Oldegalileën, Bloemenbuurt                                                                                               | |
| 9                      | Station - Firda/Wilaarderburen                      | Centrum, De Hemrik | Schoolbus |
| 10                     | Station - NHL Stenden                               | | Schoolbus |
| 11                     | Station - Caparis                                   | Centrum, Firda/Wilaarderburen                                                                                            | Schoolbus |
| Streeklijnen           |                                                     | | |
| 12                     | Buitenpost Station - Drachten Transferium Oost      | Augustinusga, Surhuizum, Surhuisterveen, Rottevalle                                                                      | Rijdt niet 's avonds en in het weekend                                                                                     |
| 13                     | Leeuwarden Station - Drachten Transferium Oost      | Quatrebras, Noardburgum, Kootstertille, Drogeham, Harkema, Surhuisterveen, Boelenslaan, Houtigehage, Drachtstercompagnie | Rijdt niet op zondag |
| 14                     | Drachten Transferium Oost - Oosterwolde Busstation  | Ureterp, Frieschepalen, Bakkeveen, Wijnjewoude, Donkerbroek                                                              | Rijdt niet 's avonds en in het weekend                                                                                     |
| 15                     | Heerenveen Station - Oosterwolde Busstation         | Oudeschoot, Mildam, Katlijk, Nieuwehorne, Oudehorne, Jubbega, Hoornsterzwaag, Donkerbroek                                | |
| 16                     | Wolvega Station - Oosterwolde Busstation            | Oldeholtpade, Nijeholtpade, Oldeberkoop, Nijeberkoop, Makkinga                                                           | Rijdt niet 's avonds na 20:00 en in het weekend                                                                            |
| 17                     | Heerenveen Station - Noordwolde Vlechtmuseum        | Wolvega, De Blesse, Steggerda                                                                                            | Rijdt niet 's avonds en in het weekend                                                                                     |
| 18                     | Steenwijk Station - Oosterwolde Busstation          | Eesveen, Nijensleek, Frederiksoord, Noordwolde, Oosterstreek, Boyl, Elsloo, Makkinga                                     | Rijdt niet 's avonds en in het weekend                                                                                     |
| 20                     | Leeuwarden Station - Heerenveen Station             | Garyp, Nijega, Drachten, Beetsterzwaag, Lippenhuizen, Gorredijk, Langezwaag, De Knipe                                    | |
| 21                     | Leeuwarden Station - Drachten Transferium Oost      | Hurdegaryp, Quatrebras, Burgum , Sumar                                                                                   | |
| 23                     | Heerenveen Station - Drachten Transferium Oost      | Luinjeberd, Tjalleberd, Tijnje, Nij Beets, Boornbergum                                                                   | Rijdt niet 's avonds en in het weekend                                                                                     |
| 26                     | Akkrum Station - Noordwolde Vlechtmuseum            | Aldeboarn, Uilesprong, Tijnje, Gorredijk, Lippenhuizen, Jubbega, Oldeberkoop, Zandhuizen                                 | Spitsbus |
| 27                     | Drachten Van Knobelsdorffplein - Heerenveen Station | Beetsterzwaag, Nij Beets, Aldeboarn, Akkrum, Haskerdijken                                                                | Rijdt niet 's avonds en in het weekend                                                                                     |
| 28                     | Heerenveen Station - Grou Sporthal                  | Haskerdijken, Akkrum, Jirnsum                                                                                            | Rijdt niet 's avonds en in het weekend                                                                                     |
| 35                     | Sneek Station - Franeker Station                    | Scharnegoutum, Boazum, Easterlittens, Winsum, Wjelsryp, Tzum                                                             | Rijdt niet 's avonds en in het weekend                                                                                     |
| 38                     | Sneek Station - Hidaard Hidaard                     | Offingawier, Scharnegoutum, Rien, Itens, Easterein, Wommels                                                              | Rijdt niet 's avonds en in het weekend                                                                                     |
| 39                     | Sneek Frieswijkstraat - Ferwoude Ferwoude           | IJlst, Abbega, Blauwhuis, Parrega                                                                                        | Rijdt niet 's avonds en in het weekend                                                                                     |
| 41                     | Lemmer Busstation - Heerenveen Station              | Sondel, Balk, Wijckel, Sloten, Tjerkgaast, Spannenburg, Sint Nicolaasga, Scharsterbrug, Joure                            | |
| 42                     | Sneek Station - Lemmer Busstation                   | IJlst, Heeg, Hommerts, Koufurderrige, Woudsend, Tjerkgaast, Spannenburg, Follega                                         | |
| 44                     | Bolsward Busstation - Sneek Station                 | Workum, Koudum, Hemelum, Bakhuizen, Oudemirdum, Nijemirdum, Sondel, Balk, Ypecolgea, Woudsend, Hommerts Jutrijp          | |
| 45                     | Hemelum Flinkeboskje - Sneek Station                | Oudega, Elahuizen, Ypecolsga, Woudsend, Hommerts                                                                         | Rijdt niet 's avonds en in het weekend                                                                                     |
| 46                     | Sneek Station - Oudega Centrum                      | Jutrijp, Hommerts, Heeg, (Gaastmeer)                                                                                     | 's Ochtends richting Sneek via Gaastmeer, 's middags richting Oudega via Gaastmeer; rijdt niet 's avonds en in het weekend |
| 48                     | Lemmer Lemsterpad - Heerenveen Station              | Oosterzee, Echtenerbrug, Delfstrahuizen, Rohel, Rotsterhaule, Sint Johannesga, Rottum                                    | Rijdt niet op zondag |
| 51                     | Leeuwarden Station - Lauwersoog Dorp                | Ryptsjerk, Gytsjerk, Oentsjerk, Aldtsjerk, Readtsjerk, Rinsumageast, Damwâld, Dokkum, Mitselwier, Moarre, Eanjum         | |
| 52                     | Dokkum Busstation → Dokkum Busstation               | Wetsens, Nijewier, Easternijtsjerk, Ljussens, Peazens, Nes, Wierum, Easternijtsjerk, Nijewier, Wetsens                   | Rijdt niet 's avonds en in het weekend                                                                                     |
| 55                     | Drachten Transferium Oost - Dokkum Busstation       | Opeinde, Nijega, Sumar, Burgum, Quatrebras, Feanwâlden, Broeksterwâld, Damwâld                                           | |
| 56                     | Dokkum Busstation - Holwert Veerdam                 | Foudgum, Brantgum, Waaxens                                                                                               | Rijdt niet 's avonds en in het weekend                                                                                     |
| 60                     | Dokkum Busstation - Leeuwarden Station              | Ternaard, Holwert, Blije, Marrum, Hallum, Stiens, Jelsum                                                                 | |
| 61                     | Damwâld De Kruisweg - Buitenpost Station            | Wâlterswâld, Driezum, Westergeast, Kollumersweach, Feankleaster                                                          | Rijdt niet 's avonds en in het weekend                                                                                     |
| 62                     | Buitenpost Station - Leeuwarden Station             | Kollum, Oudwoude, Kollumerzwaag, De Westereen, Feanwâlden, Quatrebras                                                    | Rijdt niet 's avonds en op zondag                                                                                          |
| 63                     | Dokkum Busstation - Buitenpost Station              | Mitselwier, Jouswier, Ie, Ingwierrum, Kollum                                                                             | Rijdt niet 's avonds en in het weekend                                                                                     |
| 66                     | Holwert Veerdam - Leeuwarden Station                | | Aansluiting op de boten van/naar Ameland                                                                                   |
| 70                     | Leeuwarden Station - Minnertsga Mooie Paal          | Bitgum, Berlitsum, Sint Annaparochie, Sint Jacobiparochie                                                                | |
| 71                     | Kop Afsluitdijk - Leeuwarden Station                | Zurich, Harlingen, Midlum, Wijnaldum, Sexbierum, Tzummarum, Minnertsga, Berltsum, Bitgum, Bitgummole, Ingelum, Marssum   | |
| 72                     | Sint Annaparochie De Wissel - Leeuwarden Station    | Vrouwenparochie, Stiens, Britsum, Koarnjum, Jelsum                                                                       | Rijdt niet op zondagavond                                                                                                  |
| 73                     | Leeuwarden Station - Oude Bildtzijl De Kolk         | Jelsum, Stiens, Alde Leije/Vrouwenparochie                                                                               | Rijdt niet 's avonds en in het weekend                                                                                     |
| 75                     | Bolsward Busstation - Minnertsga Mooie Paal         | Witmarsum, Arum, Achlum, Franeker,Tzummarum                                                                              | Rijdt niet 's avonds en in het weekend                                                                                     |
| 84                     | Drachten Transferium Oost - Assen Station           | Ureterp, Wijnjewoude, Bakkeveen, Waskemeer, Haulerwijk, Veenhuizen, Huis ter Heide                                       | |
| 92                     | Kop Afsluitdijk - Leeuwarden Station                | Bolsward, Wommels, Winsum                                                                                                | |
| 93                     | Sneek Station - Leeuwarden Station                  | Scharnegoutum, Easterwierum, Mantgum, Jorwert, Weidum, Jellum                                                            | Rijdt niet 's avonds en in het weekend                                                                                     |
| 94                     | Sneek Station - Reduzum Blauwe Tent                 | Goënga, Gauw, Sibrandabuorren, Tersoal, Raerd                                                                            | Rijdt niet 's avonds en in het weekend                                                                                     |
| 95                     | Heerenveen Station - Leeuwarden Station             | Nijehaske, Oudehaske, Haskerhorne, Joure, Akmarijp, Terkaple, Terherne, Akkrum, Jirnsum, Reduzum, Wytgaard, Wirdum       | Rijdt niet in het weekend                                                                                                  |
| 96                     | Kop Afsluitdijk - Bolsward Busstation               | Cornwerd, Makkum, Idsegahuizum, Allingawier, Exmorra                                                                     | Rijdt niet 's avonds en in het weekend                                                                                     |
| 97                     | Leeuwarden Station - Franeker Froonacker            | Menaam, Dronrijp, Zweins                                                                                                 | |
| 99                     | Heerenveen Station - Harlingen Veerbootterminal     | Joure, Uitwellingerga, Sneek, Bolsward, Witmarsum, Arum, Kimswerd                                                        | |
| 151                    | Leeuwarden Station - Dokkum Busstation              | Ryptsjerk, Gytsjerk, Oentsjerk, Aldtsjerk, Readtsjerk, Rinsumageast, Damwâld, Wâlterswâld, Driezum                       | Rijdt niet 's avonds en in het weekend                                                                                     |
| 197                    | Leeuwarden Station - Harlingen Station              | Dronryp, Zweins, Franeker, Herbaijum, Midlum                                                                             | Rijdt niet 's avonds en in het weekend                                                                                     |
| Vlieland               |                                                     | | |
| 1                      | Veerdam - Posthuys                                  | Duinkersoord, Strandhotel, Dorp                                                                                          | |
| Terschelling           |                                                     | | |
| 1                      | West-Terschelling Haven - Oosterend Wierschuur      | Halfweg, Hee, Baaiduinen, Midsland, Landerum, Formerum, Lies, Hoorn                                                      | |
| 2                      | West-Terschelling Haven - West aan Zee Hotel Paal 8 | Halfweg, Hee, Baaiduinen, Midsland, Midsland aan Zee                                                                     | Rijdt niet 's avonds |
| 9                      | West-Terschelling Haven - Oosterend Wierschuur      | Halfweg, Hee, Baaiduinen, Midsland, Landerum, Formerum, Lies, Hoorn                                                      | Nachtbus; rijdt buiten de zomer alleen op vrijdag- en zaterdagnacht                                                        |
| Ameland                |                                                     | | |
| 1                      | Nes Veerhaven → Hollum Sier aan Zee                 | Nes Dorp, Ballum | |
| 2                      | Nes Veerhaven - Nes Veerhaven                       | Nes (Dorp, Strand), Buren Dorp                                                                                           | Rijdt niet 's avonds |
| 3                      | Hollum Sier aan Zee → Nes Veerhaven                 | Ballum, Nes Dorp | |
| Schiermonnikoog        |                                                     | | |
| 1                      | Veerdam - Strandhotel                               | | Rijdt niet 's avonds |
| 2                      | Veerdam - Oostereeweg                               | | Rijdt niet 's avonds |
| 3                      | Veerdam - Karrepad                                  | | Rijdt niet 's avonds |
| 4                      | Veerdam - Bungalowpark De Monnik                    | | Rijdt niet 's avonds |
| 5                      | Centrum - Badstrand                                 | | Rijdt alleen in juli en augustus                                                                                           |
| 6                      | Veerdam - Strandhotel                               | | Rijdt niet 's avonds |
| Buurtbussen            |                                                     | | |
| 101                    | Kootstertille Âlde Dyk - Grootegast Centrum         | Twijzel, Buitenpost, Gerkesklooster, Stroobos, Lutjegast                                                                 | Rijdt niet 's avonds en in het weekend                                                                                     |
| 102                    | Makkum Sporthal - Hindeloopen Museum                | Idsegahuizum, Piaam, Gaast, Ferwoude, Workum, It Heidenskip, Koudum                                                      | Rijdt niet 's avonds en in het weekend                                                                                     |
| 103                    | Stavoren Station - Hemelum Flinkeboskje             | Warns, Bakhuizen | Rijdt niet 's avonds en op zondag                                                                                          |
| 104                    | Een Haulerwijksterweg - Tijnje Winia Ikkers         | Haulerwijk, Allardsoog, Bakkeveen, Wijnjewoude, Hemrik, Lippenhuizen, Gorredijk, Terwispel                               | Rijdt niet 's avonds en in het weekend                                                                                     |
| 108                    | Wolvega Station → Wolvega Station                   | Munnekeburen, Scherpenzeel, Langelille, Oldelamer, Nijelamer, Sonnega                                                    | Ringlijn; rijdt niet 's avonds en in het weekend                                                                           |
| flexBuzz               |                                                     | | |
| 217                    | Wolvega Station - Steenwijk Station                 | (Oldeholtpade, De Blesse, Steggerda, Vinkega, Oldeberkoop,) Noordwolde, Frederiksoord, Nijensleek, Eesveen               | De haltes tussen Wolvega en Noordwolde worden alleen op verzoek bediend.                                                   |
| Qliner                 |                                                     | | |
| 315                    | Groningen Hoofdstation - Emmeloord Busstation       | Hoogkerk, Heerenveen, Joure, Lemmer, Bant                                                                                | |
| 320                    | Leeuwarden Station - Heerenveen Station             | Drachten | |
| 324                    | Groningen Hoofdstation - Heerenveen Station         | Hoogkerk, Drachten | Rijdt alleen 's avonds en in het weekend                                                                                   |
| 350                    | Alkmaar Station - Leeuwarden Station                | Heerhugowaard, Nieuwe Niedorp, Middenmeer, Wieringerwerf, Den Oever, Afsluitdijk, Harlingen                              | |
| 355                    | Dokkum Busstation - Bolsward Busstation             | Leeuwarden, Wommels | |
| 356                    | Dokkum Busstation - Drachten Transferium Oost       | Feanwâlden | Rijdt niet ’s avonds en in het weekend                                                                                     |
| 380                    | Drachten Van Knobelsdorffplein - Assen Station      | Wijnjewoude, Donkerbroek, Oosterwolde, Appelscha, Hijkersmilde, Smilde, Bovensmilde                                      | |
| 390                    | Heerenveen Station - Makkum Sporthal                | Sneek, Bolsward, Wons | Rijdt niet op zondag |
| Schoolbus              |                                                     | | |
| 695                    | Lemmer Busstation → Leeuwarden NHL Stenden          | Joure | |

| Lijn      | Route                                                        | Bijzonderheden                                                                       |
| --------- | ------------------------------------------------------------ | ------------------------------------------------------------------------------------ |
| Opstapper |                                                              |                                                                                      |
| 601       | Twijzelerheide - Buitenpost                                  |                                                                                      |
| 602       | Twijzel - Buitenpost                                         |                                                                                      |
| 603       | Eestrum - Buitenpost/Drachten                                |                                                                                      |
| 604       | Stroobos - Buitenpost                                        |                                                                                      |
| 605       | Gerkesklooster - Buitenpost                                  |                                                                                      |
| 606       | Garijp - Bergum/Nijega                                       |                                                                                      |
| 607       | Oostermeer - Bergum/Drachten                                 |                                                                                      |
| 608       | Hoogzand - Bergum                                            |                                                                                      |
| 609       | Eernewoude - Nijega                                          |                                                                                      |
| 610       | Suawoude - Tietjerk                                          |                                                                                      |
| 611       | De Tike - Drachten/Nijega                                    |                                                                                      |
| 612       | De Veenhoop - Akkrum/Drachten                                |                                                                                      |
| 613       | Goëngahuizen - Akkrum                                        |                                                                                      |
| 614       | Kortehemmen - Drachten                                       |                                                                                      |
| 615       | Oudega - Nijega                                              |                                                                                      |
| 616       | Rottevalle - Drachten/Nijega                                 |                                                                                      |
| 617       | Smalle Ee - Drachten                                         |                                                                                      |
| 618       | Hemrik - Drachten/Gorredijk                                  |                                                                                      |
| 619       | Jonkersland - Gorredijk/Heerenveen                           |                                                                                      |
| 620       | Lippenhuizen - Gorredijk                                     |                                                                                      |
| 621       | Luxwoude - Gorredijk/Heerenveen                              |                                                                                      |
| 622       | Terwispel - Gorredijk                                        |                                                                                      |
| 623       | Bontebok - Gorredijk/Heerenveen                              |                                                                                      |
| 624       | Katlijk - Heerenveen                                         |                                                                                      |
| 625       | Nieuweschoot - Heerenveen                                    |                                                                                      |
| 626       | Oranjewoud - Heerenveen                                      |                                                                                      |
| 627       | Terband - Heerenveen                                         |                                                                                      |
| 628       | Fochteloo - Oosterwolde                                      |                                                                                      |
| 629       | Haule - Oosterwolde                                          |                                                                                      |
| 630       | Langedijke - Oosterwolde                                     |                                                                                      |
| 631       | Langelille - Wolvega                                         | Rijdt alleen 's avonds en in het weekend                                             |
| 632       | Ravenswoud - Oosterwolde                                     |                                                                                      |
| 633       | De Hoeve - Wolvega                                           |                                                                                      |
| 634       | Munnekeburen - Wolvega                                       | Rijdt alleen 's avonds en in het weekend                                             |
| 635       | Nijeholtpade - Wolvega                                       |                                                                                      |
| 636       | Nijeholtwolde - Wolvega                                      |                                                                                      |
| 637       | Nijelamer - Wolvega                                          |                                                                                      |
| 638       | Nijetrijne - Wolvega                                         |                                                                                      |
| 639       | Oldeholtwolde - Wolvega                                      |                                                                                      |
| 640       | Oldelamer - Wolvega                                          | Rijdt alleen 's avonds en in het weekend                                             |
| 641       | Oldetrijne - Wolvega                                         | Rijdt alleen 's avonds en in het weekend                                             |
| 642       | Scherpenzeel - Wolvega                                       | Rijdt alleen 's avonds en in het weekend                                             |
| 643       | Slijkenburg - Wolvega                                        |                                                                                      |
| 644       | Sonnega - Wolvega                                            |                                                                                      |
| 645       | Spanga - Wolvega                                             | Rijdt alleen 's avonds en in het weekend                                             |
| 646       | Ter Idzard - Wolvega                                         |                                                                                      |
| 648       | Zandhuizen - Oosterwolde/Wolvega                             |                                                                                      |
| 649       | Augustinusga - Buitenpost/Drachten                           |                                                                                      |
| 650       | Boelenslaan - Buitenpost/Drachten                            | Rijdt niet in de spits                                                               |
| 651       | Drogeham - Buitenpost/Drachten                               | Rijdt alleen op zondag                                                               |
| 652       | Harkema - Buitenpost/Drachten                                | Rijdt alleen op zondag                                                               |
| 653       | Kootstertille - Buitenpost/Drachten                          | Rijdt alleen op zondag                                                               |
| 654       | Surhuisterveen - Buitenpost/Drachten                         | Rijdt alleen op zondag                                                               |
| 655       | Surhuizum - Buitenpost/Drachten                              |                                                                                      |
| 656       | Noardbergum - Feanwâlden/Drachten                            | Rijdt alleen op zondag                                                               |
| 657       | Boornbergum - Drachten                                       | Rijdt alleen 's avonds en in het weekend                                             |
| 658       | De Wilgen - Drachten                                         | Rijdt alleen 's avonds en in het weekend                                             |
| 659       | Drachtstercompagnie - Drachten                               |                                                                                      |
| 660       | Houtigehage - Drachten                                       |                                                                                      |
| 661       | Frieschepalen - Drachten                                     | Rijdt alleen 's avonds en in het weekend                                             |
| 662       | Nij Beets - Drachten                                         | Rijdt alleen 's avonds en in het weekend                                             |
| 663       | Siegerswoude - Drachten                                      | Rijdt alleen 's avonds en in het weekend                                             |
| 664       | Tijnje - Gorredijk                                           | Rijdt niet in de spits                                                               |
| 665       | Aldeboarn - Akkrum                                           | Rijdt niet in de spits                                                               |
| 666       | Gersloot - Heerenveen                                        | Rijdt niet in de spits                                                               |
| 667       | Luinjeberd - Heerenveen                                      | Rijdt niet in de spits                                                               |
| 668       | Tjalleberd - Heerenveen                                      | Rijdt niet in de spits                                                               |
| 670       | Wijnjewoude - Oosterwolde                                    | Rijdt alleen 's avonds en in het weekend                                             |
| 677       | Oudeschoot - Heerenveen                                      | Rijdt alleen in de weekendochtenden                                                  |
| 678       | Mildam - Heerenveen                                          | Rijdt alleen in de weekendochtenden                                                  |
| 679       | Nieuwehorne - Heerenveen                                     | Rijdt alleen in de weekendochtenden                                                  |
| 680       | Oudehorne - Heerenveen                                       | Rijdt alleen in de weekendochtenden                                                  |
| 681       | Jubbega - Heerenveen                                         | Rijdt alleen in de weekendochtenden                                                  |
| 682       | Jubbega-3e Sluis - Heerenveen                                | Rijdt alleen in de weekendochtenden                                                  |
| 683       | Hoornsterzwaag - Heerenveen                                  | Rijdt alleen 's avonds en in het weekend                                             |
| 684       | Drachten Ziekenhuis - Transferium Oost/Van Knobelsdorffplein |                                                                                      |
| 701       | Aalsum - Dokkum                                              |                                                                                      |
| 702       | Ezumazijl - Dokkum                                           |                                                                                      |
| 703       | Oostrum - Dokkum                                             |                                                                                      |
| 704       | Hantumhuizen - Dokkum/Holwerd                                |                                                                                      |
| 705       | Hantumeruitburen - Dokkum/Holwerd                            |                                                                                      |
| 706       | Hiaure - Dokkum/Holwerd                                      |                                                                                      |
| 707       | Holwerd Veerdam - Dokkum                                     | Rijdt alleen in het weekend                                                          |
| 708       | Sijbrandahuis - Dokkum/Oenkerk/Ferwerd                       |                                                                                      |
| 709       | Raard - Dokkum/Oenkerk/Ferwerd                               |                                                                                      |
| 710       | Lichtaard - Dokkum/Oenkerk/Ferwerd                           |                                                                                      |
| 711       | Reitsum - Dokkum/Oenkerk/Ferwerd                             |                                                                                      |
| 712       | Janum - Dokkum/Oenkerk/Ferwerd                               |                                                                                      |
| 713       | Jislum - Dokkum/Oenkerk/Ferwerd                              |                                                                                      |
| 714       | Wanswerd - Dokkum/Oenkerk/Ferwerd                            |                                                                                      |
| 715       | Birdaard - Dokkum/Oenkerk/Ferwerd                            |                                                                                      |
| 716       | Genum - Dokkum/Oenkerk/Ferwerd                               |                                                                                      |
| 717       | Hogebeintum - Dokkum/Oenkerk/Ferwerd                         |                                                                                      |
| 718       | De Valom - Dokkum/Veenwouden                                 |                                                                                      |
| 719       | Bornwird - Dokkum/Holwerd                                    | Rijdt alleen 's avonds en in het weekend                                             |
| 720       | Foudgum - Dokkum/Holwerd                                     | Rijdt alleen 's avonds en in het weekend                                             |
| 721       | Brantgum - Dokkum/Holwerd                                    | Rijdt alleen 's avonds en in het weekend                                             |
| 722       | Waaxens - Dokkum/Holwerd                                     | Rijdt alleen 's avonds en in het weekend                                             |
| 723       | Niawier - Dokkum                                             | Rijdt alleen 's avonds en in het weekend                                             |
| 724       | Oosternijkerk - Dokkum                                       | Rijdt alleen 's avonds en in het weekend                                             |
| 725       | Wierum - Dokkum                                              |                                                                                      |
| 726       | Nes - Dokkum                                                 | Rijdt alleen 's avonds en in het weekend                                             |
| 727       | Moddergat - Dokkum/Lauwersoog                                | Rijdt van maandag t/m vrijdag overdag niet richting Dokkum                           |
| 728       | Paesens - Dokkum/Lauwersoog                                  | Rijdt van maandag t/m vrijdag overdag niet richting Dokkum                           |
| 729       | Lioessens - Dokkum/Lauwersoog                                |                                                                                      |
| 730       | Morra - Dokkum/Lauwersoog                                    | Rijdt van maandag t/m vrijdag overdag niet richting Dokkum                           |
| 731       | Oostmahorn - Dokkum/Lauwersoog                               |                                                                                      |
| 732       | Driesum - Dokkum/Buitenpost                                  |                                                                                      |
| 733       | Wouterswoude - Dokkum/Buitenpost                             |                                                                                      |
| 734       | Westergeest - Dokkum/Buitenpost                              |                                                                                      |
| 735       | Ternaard - Dokkum/Holwerd                                    | Rijdt alleen 's avonds en op zondag + twee ritten op zaterdagochtend richting Dokkum |
| 736       | Hantum - Dokkum/Holwerd                                      | Rijdt alleen 's avonds en op zondag + twee ritten op zaterdagochtend richting Dokkum |
| 737       | Wetsens - Dokkum                                             | Rijdt alleen 's avonds en in het weekend                                             |
| 738       | Metslawier - Dokkum/Buitenpost                               | Rijdt alleen 's avonds en in het weekend                                             |
| 739       | Engwierum - Dokkum/Buitenpost                                | Rijdt alleen 's avonds en in het weekend                                             |
| 740       | Ee - Dokkum/Buitenpost                                       | Rijdt alleen 's avonds en in het weekend                                             |
| 741       | Jouswier - Dokkum/Buitenpost                                 | Rijdt alleen 's avonds en in het weekend                                             |
| 742       | Broeksterwoude - Dokkum/Veenwouden                           | Rijdt alleen op zondag                                                               |
| 745       | Marrum - Ferwerd                                             |                                                                                      |
| 750       | Molenend - Oenkerk                                           |                                                                                      |
| 751       | Roodkerk - Oenkerk                                           |                                                                                      |
| 752       | Kollumerpomp - Grijpskerk/Buitenpost                         |                                                                                      |
| 753       | Warfstermolen - Grijpskerk/Buitenpost                        |                                                                                      |
| 754       | Munnekezijl - Grijpskerk/Buitenpost                          |                                                                                      |
| 755       | Burum - Grijpskerk/Buitenpost                                |                                                                                      |
| 756       | Augsbuurt - Buitenpost                                       |                                                                                      |
| 757       | Veenklooster - Buitenpost                                    | Rijdt niet in de spits                                                               |
| 758       | Kollumerzwaag - Buitenpost                                   | Rijdt alleen 's avonds en in het weekend                                             |
| 759       | Triemen - Buitenpost                                         | Rijdt alleen 's avonds en in het weekend                                             |
| 760       | Oudwoude - Buitenpost                                        | Rijdt alleen 's avonds en in het weekend                                             |
| 761       | Kollum - Buitenpost                                          | Rijdt alleen 's avonds en in het weekend                                             |
| 762       | Kollummerpomp - Buitenpost                                   | Rijdt alleen 's avonds en in het weekend                                             |
| 763       | Dokkum - Veenwouden                                          | Rijdt alleen één rit op zaterdagochtend naar Dokkum                                  |
| 764       | Damwoude - Veenwouden                                        | Rijdt alleen op zondag                                                               |
| 770       | Zwagerbosch - De Westereen                                   |                                                                                      |
| 771       | Miedum - Leeuwarden                                          |                                                                                      |
| 772       | Lekkum - Leeuwarden                                          |                                                                                      |
| 773       | Bartlehiem - Leeuwarden                                      |                                                                                      |
| 774       | Warstiens - Leeuwarden                                       |                                                                                      |
| 775       | Wijns - Leeuwarden                                           |                                                                                      |
| 776       | Swichum - Leeuwarden                                         | Rijdt doordeweeks niet 's avonds                                                     |
| 777       | Goutum - Leeuwarden                                          |                                                                                      |
| 781       | Wijtgaard - Leeuwarden                                       | Rijdt alleen 's avonds en in het weekend                                             |
| 782       | Leeuwarden De Hemrik - Camminghaburen                        | Rijdt niet 's avonds en in het weekend                                               |
| 785       | Leeuwarden Station - Dairy Campus                            | Rijdt niet 's avonds en in het weekend                                               |
| 790       | Oudebildtzijl - Stiens/Sint Annaparochie                     | Rijdt niet in de spits                                                               |
| 791       | Oude Leije - Stiens/Sint Annaparochie                        | Rijdt niet in de spits                                                               |
| 792       | Nij Altoenae - Sint Annaparochie                             | Rijdt niet in de spits                                                               |
| 793       | Westhoek - Sint Annaparochie                                 |                                                                                      |
| 794       | Firdgum - Sint Annaparochie/Franeker                         |                                                                                      |
| 795       | Dronrijp Station/Hoek - Dronrijp Bregebuorren                |                                                                                      |
| 796       | Peins - Dronrijp/Franeker                                    |                                                                                      |
| 797       | Ried - Dronrijp/Franeker                                     |                                                                                      |
| 798       | Schingen - Dronrijp/Franeker                                 |                                                                                      |
| 799       | Slappeterp - Dronrijp/Franeker                               |                                                                                      |
| 800       | Blessum - Dronrijp/Deinum                                    |                                                                                      |
| 801       | Hijlaard - Dronrijp/Deinum                                   |                                                                                      |
| 802       | Baijum - Dronrijp/Winsum                                     |                                                                                      |
| 803       | Schalsum - Franeker                                          |                                                                                      |
| 804       | Boer - Franeker                                              |                                                                                      |
| 805       | Dongjum - Franeker                                           | Rijdt niet in de spits                                                               |
| 806       | Herbaijum - Franeker                                         | Rijdt niet in de spits                                                               |
| 807       | Hitzum - Franeker                                            | Rijdt niet in de spits                                                               |
| 808       | Tzum - Franeker/Winsum                                       | Rijdt niet in de spits                                                               |
| 809       | Welsrijp - Franeker/Winsum                                   | Rijdt niet in de spits                                                               |
| 810       | Achlum - Franeker/Harlingen                                  | Rijdt niet in de spits                                                               |
| 811       | Pingjum - Harlingen/Afsluitdijk                              | Rijdt niet in de spits                                                               |
| 812       | Wijnaldum - Harlingen                                        |                                                                                      |
| 813       | Jellum - Deinum/Mantgum                                      |                                                                                      |
| 814       | Beers - Deinum/Mantgum                                       |                                                                                      |
| 815       | Lions - Mantgum/Winsum                                       |                                                                                      |
| 816       | Baard - Mantgum/Winsum                                       | Rijdt niet in de spits                                                               |
| 817       | Britswerd - Mantgum/Winsum                                   | Rijdt niet in de spits                                                               |
| 818       | Rauwerd - Mantgum/Grouw                                      | Rijdt niet in de spits                                                               |
| 819       | Oosterwierum - Mantgum                                       | Rijdt niet in de spits                                                               |
| 820       | Jorwerd - Mantgum                                            | Rijdt niet in de spits                                                               |
| 821       | Weidum - Mantgum                                             | Rijdt niet in de spits                                                               |
| 822       | Wieuwerd - Mantgum                                           | Rijdt niet in de spits                                                               |
| 823       | Deersum - Mantgum/Sneek                                      | Rijdt niet in de spits                                                               |
| 824       | Bozum - Mantgum/Sneek                                        | Rijdt niet in de spits                                                               |
| 825       | Oosterlittens - Winsum                                       | Rijdt niet in de spits                                                               |
| 826       | Spannum - Winsum                                             |                                                                                      |
| 827       | Winsum Dorp - Winsum Busstation                              | Rijdt niet in de spits                                                               |
| 828       | Midlum - Harlingen                                           |                                                                                      |
| 830       | Grouw Dorp - Grouw Station                                   | Rijdt alleen 's avonds en in het weekend                                             |
| 831       | Idaard - Grouw                                               | Rijdt alleen 's avonds en in het weekend                                             |
| 832       | Roordahuizum - Grouw                                         | Rijdt alleen 's avonds en in het weekend                                             |
| 833       | Aegum - Grouw                                                |                                                                                      |
| 834       | Friens - Grouw                                               | Rijdt alleen 's avonds en in het weekend                                             |
| 835       | Poppingawier - Grouw/Sneek                                   |                                                                                      |
| 836       | Terzool - Grouw/Sneek                                        |                                                                                      |
| 837       | Sijbrandaburen - Grouw/Sneek                                 |                                                                                      |
| 838       | Irnsum - Grouw/Akkrum                                        | Rijdt alleen 's avonds en in het weekend                                             |
| 839       | Terhorne - Akkrum/Joure                                      | Rijdt alleen 's avonds en in het weekend                                             |
| 840       | Nes - Akkrum                                                 | Rijdt alleen 's avonds en in het weekend                                             |
| 841       | Vegelinsoord - Heerenveen                                    |                                                                                      |
| 842       | Rotstergaast - Heerenveen/Joure                              |                                                                                      |
| 843       | Haskerdijken - Heerenveen                                    | Rijdt alleen 's avonds en in het weekend                                             |
| 844       | Nieuwebrug - Heerenveen                                      | Rijdt alleen 's avonds en in het weekend                                             |
| 845       | Rottum - Heerenveen                                          | Rijdt alleen in het weekend                                                          |
| 846       | Rotsterhaule - Heerenveen/Joure                              | Rijdt alleen in het weekend                                                          |
| 847       | Sintjohannesga - Heerenveen/Joure                            | Rijdt alleen in het weekend                                                          |
| 848       | Delfstrahuizen - Heerenveen/Lemmer                           | Rijdt alleen in het weekend                                                          |
| 849       | Echten - Heerenveen/Lemmer                                   | Rijdt alleen in het weekend                                                          |
| 850       | Echtenerbrug - Heerenveen/Lemmer                             | Rijdt alleen in het weekend                                                          |
| 861       | Boornzwaag - Joure                                           |                                                                                      |
| 862       | Broek - Joure                                                |                                                                                      |
| 863       | Dijken - Joure                                               |                                                                                      |
| 864       | Doniaga - Joure                                              |                                                                                      |
| 865       | Legemeer - Joure                                             |                                                                                      |
| 866       | Oldeouwer - Joure                                            |                                                                                      |
| 867       | Ouwster-Nijega - Joure                                       |                                                                                      |
| 868       | Rohel - Joure                                                |                                                                                      |
| 869       | Teroele - Joure                                              |                                                                                      |
| 870       | Idskenhuizen - Joure                                         |                                                                                      |
| 871       | Langweer - Joure                                             |                                                                                      |
| 872       | Ouwsterhaule - Joure                                         |                                                                                      |
| 873       | Akmarijp - Joure                                             | Rijdt alleen 's avonds en in het weekend                                             |
| 874       | Goingarijp - Joure                                           | Rijdt alleen 's avonds en in het weekend                                             |
| 875       | Terkaple - Joure                                             | Rijdt alleen 's avonds en in het weekend                                             |
| 881       | Tirns - Sneek                                                |                                                                                      |
| 882       | IJsbrechtum - Sneek                                          |                                                                                      |
| 883       | Hidaard - Sneek/Wommels                                      |                                                                                      |
| 884       | Hennaard - Sneek/Wommels                                     |                                                                                      |
| 885       | Itens - Sneek/Wommels                                        |                                                                                      |
| 886       | Lutkewierum - Sneek/Wommels                                  |                                                                                      |
| 887       | Roodhuis - Sneek/Wommels                                     |                                                                                      |
| 888       | Rien - Sneek/Wommels                                         |                                                                                      |
| 889       | Folsgare - Sneek                                             |                                                                                      |
| 890       | Loënga - Sneek                                               |                                                                                      |
| 891       | Tjalhuizum - Sneek                                           |                                                                                      |
| 892       | Oosterend - Sneek/Wommels                                    |                                                                                      |
| 893       | Offingawier - Sneek                                          | Rijdt niet in de spits                                                               |
| 894       | Gauw - Sneek                                                 | Rijdt niet in de spits                                                               |
| 895       | Goënga - Sneek                                               | Rijdt niet in de spits                                                               |
| 896       | Scharnegoutum - Sneek                                        | Rijdt niet in de spits                                                               |
| 898       | Abbega - IJlst                                               |                                                                                      |
| 899       | Greonterp - IJlst                                            |                                                                                      |
| 900       | Oosthem - IJlst                                              |                                                                                      |
| 901       | Sandfirden - IJlst                                           |                                                                                      |
| 902       | Wolsum - IJlst                                               |                                                                                      |
| 903       | Westhem - IJlst                                              |                                                                                      |
| 904       | Blauwhuis - IJlst/Bolsward                                   |                                                                                      |
| 905       | Gaastmeer - IJlst                                            | Rijdt alleen 's avonds en in het weekend                                             |
| 906       | Heeg - IJlst                                                 | Rijdt alleen 's avonds en in het weekend                                             |
| 907       | Idzega - IJlst                                               | Rijdt alleen 's avonds en in het weekend                                             |
| 908       | Oudega - IJlst                                               | Rijdt alleen 's avonds en in het weekend                                             |
| 911       | Edens - Wommels                                              |                                                                                      |
| 912       | Kubaard - Wommels                                            |                                                                                      |
| 913       | Waaxens - Wommels                                            |                                                                                      |
| 914       | Lollum - Wommels                                             |                                                                                      |
| 915       | Schraard - Bolsward                                          |                                                                                      |
| 916       | Longerhouw - Bolsward                                        |                                                                                      |
| 917       | Schettens - Bolsward                                         |                                                                                      |
| 918       | Hartwerd - Bolsward                                          |                                                                                      |
| 919       | Burgwerd - Bolsward                                          |                                                                                      |
| 920       | Hichtum - Bolsward                                           |                                                                                      |
| 921       | Hieslum - Bolsward                                           |                                                                                      |
| 922       | Dedgum - Bolsward                                            |                                                                                      |
| 923       | Piaam - Bolsward                                             |                                                                                      |
| 924       | Idzegahuizum - Bolsward                                      | Rijdt niet in de spits                                                               |
| 925       | Exmorra - Bolsward                                           | Rijdt niet in de spits                                                               |
| 926       | Allingawier - Bolsward                                       | Rijdt niet in de spits                                                               |
| 927       | Makkum - Bolsward                                            | Rijdt alleen 's avonds en in het weekend                                             |
| 928       | Makkum - Zurich                                              | Rijdt alleen 's avonds en in het weekend                                             |
| 929       | Makkum - Bolsward                                            |                                                                                      |
| 930       | Bolsward - Zurich                                            | Rijdt alleen 's avonds en in het weekend                                             |
| 932       | Wons - Bolsward/Zurich                                       | Rijdt alleen 's avonds en in het weekend                                             |
| 933       | Breezanddijk - Zurich                                        |                                                                                      |
| 934       | Cornwerd - Zurich                                            | Rijdt alleen 's avonds en in het weekend                                             |
| 935       | Nijhuizum - Workum                                           |                                                                                      |
| 936       | Ferwoude - Workum                                            |                                                                                      |
| 937       | Gaast - Workum                                               |                                                                                      |
| 938       | It Heidenskip - Workum                                       |                                                                                      |
| 939       | Molkwerum Dorp - Molkwerum Station                           |                                                                                      |
| 940       | Warns - Molkwerum                                            |                                                                                      |
| 941       | Hindeloopen Dorp - Hindeloopen Station                       |                                                                                      |
| 951       | Kolderwolde - Balk/Hemelum                                   |                                                                                      |
| 952       | Elahuizen - Woudsend/Balk/Hemelum                            |                                                                                      |
| 953       | Oudega - Woudsend/Balk/Hemelum                               |                                                                                      |
| 954       | Indijk - Woudsend                                            |                                                                                      |
| 957       | Ruigahuizen - Balk                                           |                                                                                      |
| 961       | Bantega - Lemmer                                             |                                                                                      |
| 962       | Eesterga - Lemmer                                            | Rijdt alleen 's avonds en in het weekend                                             |
| 963       | Follega - Lemmer                                             |                                                                                      |
| 964       | Oosterzee - Lemmer                                           | Rijdt alleen in het weekend                                                          |
| 965       | Oosterzee - Lemmer                                           | Rijdt alleen 's avonds en in het weekend                                             |
| 966       | Dokkum Centrum - Dokkum Busstation                           |                                                                                      |
| 967       | Dokkum Ooster - Dokkum Busstation                            |                                                                                      |
| 973       | Snikzwaag - Joure                                            |                                                                                      |

### Regionaal spoorvervoer Fryslân en Groningen (Arriva)
| Serie      | Treinsoort         | Route                         | Bijzonderheden |
| ---------- | ------------------ | ----------------------------- | --- |
| 37300 RE 1 | Sneltrein (Arriva) | Leeuwarden – Groningen        | Stopt 2x/uur in Feanwâlden en alternerend in Buitenpost en Zuidhorn. |
| 37400 RS 1 | Stoptrein (Arriva) | Leeuwarden – Groningen        | 's Avonds rijden van maandag t/m zaterdag enkele extra treinen tussen Zuidhorn en Groningen.                                                                                             |
| 37200 RS 2 | Stoptrein (Arriva) | Leeuwarden – Harlingen Haven  | |
| 37000 RS 3 | Stoptrein (Arriva) | Leeuwarden – Sneek            | Rijdt niet in de spitsuren, dan rijdt RE3 (treinserie 38000). Rijdt ook niet 's avonds na 20:00. Op zondag rijden slechts twee vroege ritten naar Sneek en één late rit naar Leeuwarden. |
| 37100 RS 3 | Stoptrein (Arriva) | Leeuwarden – Sneek – Stavoren | |
| 38000 RE 3 | Sneltrein (Arriva) | Leeuwarden – Sneek            | Spitstrein. |

### Friese Waddenveren Oost (Wagenborg)
Deze concessie omvat de veerdiensten Holwerd - Ameland en Lauwersoog - Schiermonnikoog.

### Friese Waddenveren West (Rederij Doeksen)
Deze concessie omvat de veerdienst Harlingen - Terschelling - Vlieland.

## Lijnen uit grensoverschrijdende concessies in de provincie Friesland
De concessiegrenzen van de concessies in Friesland overschrijden nergens de provinciegrens, maar enkele buslijnen doen dit wel. Dit is echter ook andersom, lijnen uit concessies in andere provincies rijden in Friesland. Hieronder staan alle buslijnen die horen bij concessies uit andere provincies opgesomd.
| Lijn                         | Route                                                    | Via | Soort                | Opmerkingen                                                                                     |
| Concessie GD (Qbuzz)         | Concessie GD (Qbuzz)                                     | Concessie GD (Qbuzz)                                                                                              | Concessie GD (Qbuzz) | Concessie GD (Qbuzz)                                                                            |
| ---------------------------- | -------------------------------------------------------- | --- | -------------------- | ----------------------------------------------------------------------------------------------- |
| 39                           | Groningen Hoofdstation - Surhuisterveen Van Duinenstraat | Aduard, Zuidhorn, Oldekerk, Sebaldeburen, Grootegast, Doezum, Kornhorn, Opende                                    | Streekbus            |                                                                                                 |
| 85                           | Groningen Hoofdstation - Oosterwolde Busstation          | Haulerwijk, Een-West, Zevenhuizen, Leek, Hoogkerk                                                                 | Streekbus            | ’s Avonds en in het weekend alleen tussen Leek en Oosterwolde                                   |
| 89                           | Ureterp Centrum - Marum P+R Marum                        | Siegerswoude, De Wilp                                                                                             | Streekbus            | Rijdt niet 's avonds en in het weekend                                                          |
| 133                          | Groningen Hoofdstation - Surhuisterveen Nije Jirden      | Hoogkerk, Boerakker, Sebaldeburen, Grootegast, Doezum, Kornhorn, Opende                                           | Streekbus            |                                                                                                 |
| 139                          | Groningen Hoofdstation - Surhuisterveen Torenplein       | Hoogkerk, Enumatil, Zuidhorn, Oldekerk, Sebaldeburen, Grootegast, Doezum, Kornhorn, Opende                        | Schoolbus            | Rijdt niet 's avonds en in het weekend                                                          |
| 304                          | Groningen Hoofdstation - Drachten Himsterhout            | Hoogkerk, Leek, Boerakker, Marum                                                                                  | Qliner               |                                                                                                 |
| 314                          | Groningen Hoofdstation - Drachten Himsterhout            | Hoogkerk | Qliner               |                                                                                                 |
| 404                          | Groningen Hoofdstation - Drachten Himsterhout            | Hoogkerk, Leek, Boerakker, Marum                                                                                  | Nachtbus             | Rijdt alleen van donderdag- t/m zaterdagnacht.                                                  |
| 637                          | Zuidhorn Station - Zoutkamp Marnestrat                   | Noordhorn, Niezijl, Kommerzijl, Munnekezijl                                                                       | Schoolbus            |                                                                                                 |
| Concessie IJssel-Vecht (EBS) |                                                          | |                      |                                                                                                 |
| 70                           | Zwartsluis Busstation - Oldemarkt Koningin Julianaweg    | Belt-Schutsloot, Blauwe Hand, Giethoorn, Steenwijk, Tuk, Thij, Steenwijkerwold, Willemsoord, De Blesse, Blesdijke | Streekbus            | Rijdt niet 's avonds                                                                            |
| 76                           | Marknesse Busstation - Oldemarkt Koningin Julianaweg     | Luttelgeest, Kuinre, Scherpenzeel, Ossenzijl                                                                      | Streekbus            | Een groot deel van de ritten rijden als reserveerRRReis, rijdt niet 's avonds en in het weekend |
| 77                           | Emmeloord Busstation - Lemmer Busstation                 | Espel, Creil, Rutten                                                                                              | Streekbus            | Rijdt niet ’s avonds en in het weekend                                                          |

## Voormalige lijnen
| Lijn | Route | Informatie en reden opheffing |
| ---- | --- | --- |
| 1    | Station Leeuwarden - Westeinde | Sinds 9 januari 2022 opgeheven. Ritten overgenomen door lijnen 70, 71 en 97. |
| 5    | Station Leeuwarden → Vegelinbuurt → Schepenbuurt → Aldlân → MCL → Nijlân → Huizum → Station Leeuwarden | Sinds 9 januari 2022 opgeheven. Ritten overgenomen door lijnen 2 en 4. |
| 9    | Station Leeuwarden - Binnenstad | Sinds 13 december 2020 opgeheven. |
| 10   | Station Leeuwarden - Vosseparkwijk - WTC - Westeinde | Sinds 3 september 2018 weer overgenomen door lijn 1. |
| 10   | Station Leeuwarden → Transvaalwijk (→ Hogescholen) → Bilgaard → Valeriuskwartier → Station Leeuwarden | Sinds 9 januari 2022 opgeheven. Ritten overgenomen door lijn 6, die voorheen met lijnen 10 en 16 een ringlijn vormden. |
| 10   | Leeuwarden, Autobusstation - Hardegarijp - Bergum - Suameer - Nijega - Drachten - Beetsterzwaag - Langezwaag - De Knipe - Heerenveen, Station NS                                                                                        | In mei 1948 geïntroduceerd als lijn 2. Sinds november 1974 werd lijnnummer 20 gebruikt en vanaf 1996 lijnnummer 10. Sinds december 2009 weer lijn 20. |
| 11   | Drachten Transferium Oost - Beetsterzwaag - Nij Beets - Oldeboorn - Akkrum Station | Opgeheven op 9 januari 2022. Groot deel vervangen door lijntaxi 511. |
| 11   | Stadsdienst Drachten | |
| 12   | Stadsdienst Drachten (Van Knobelsdorffplein - De Trisken) | Reed van 12 maart 2010 t/m 13 december 2014. Opgeheven omdat te weinig mensen van deze lijn gebruikmaakten. Als alternatief kan met lijn 314 gereisd worden tot de Hanebalken. |
| 12   | Station Leeuwarden - Stenden Hogeschool - NHL Hogeschool | Sinds 2016 veranderd naar lijn 612 (Collegeliner Leeuwarden). |
| 13   | Leeuwarden, Autobusstation - Hardegarijp - Noordbergum - Kootstertille - Harkema - Surhuisterveen - Drachten, Vallaat | Geïntroduceerd in november 1996 als opvolger van lijn 23. Rijdt sinds december 2009 door naar Gorredijk - Oldeberkoop - Noordwolde - Steenwijk. |
| 14   | Leeuwarden, Autobusstation - Goutum - Wijtgaard - Roordahuizum - Irnsum - Akkrum - Haskerdijken - Heerenveen, Station NS | Werd later lijn 28 en gekoppeld aan lijn 28 Heerenveen - Noordwolde |
| 14   | Leeuwarden, Autobusstation - Nijega, Rijksweg - Nijtap - Drachten, de Hanebalken | Geïntroduceerd in november 1996 als opvolger van lijn 24. Vanaf december 2009 doorgetrokken naar Assen via route lijn 116. |
| 15   | Station Leeuwarden → Huizum → Nijlân → MCL → Aldlân → Schepenbuurt → Vegelinbuurt → Station Leeuwarden | Sinds 9 januari 2022 opgeheven. Ritten overgenomen door lijnen 2 en 4. |
| 15   | Heerenveen, Station NS - Oudeschoot - Mildam - Katlijk - Nieuwehorne - Oudehorne - Jubbega - Hoornsterzwaag - Donkerbroek - Oosterwolde, Busstation                                                                                     | Doorgetrokken naar Assen |
| 16   | Heerenveen, Station NS - Oudeschoot - Mildam - Katlijk - Nieuwehorne - Oudehorne - Jubbega - Hoornsterzwaag - Donkerbroek - Oosterwolde - Appelscha - Hijkersmilde - Smilde - Assen, Busstation / NS                                    | Geïntroduceerd in 1947. Gedeelte Heerenveen - Oosterwolde nu als lijn 15, gedeelte Oosterwolde - Assen opgeheven, werd onderdeel van lijn 16 Drachten - Assen) |
| 16   | Station Leeuwarden → Transvaalwijk (→ Hogescholen) → Bilgaard → Valeriuskwartier → Station Leeuwarden | Sinds 9 januari 2022 opgeheven. Ritten overgenomen door lijn 6, die voorheen met lijnen 10 en 16 een ringlijn vormden. |
| 16   | Drachten, Busstation - Ureterp - Wijnjewoude - Donkerbroek - Oosterwolde - Appelscha - Hijkersmilde - Smilde - Assen, Busstation / NS                                                                                                   | Geïntroduceerd in november 1979 als opvolger van lijn 4. Gedeelte Drachten-Oosterwolde in december 2009 overgenomen door lijn 18. Doorgetrokken naar Wolvega via route van voormalig lijn 126) |
| 17   | Oosterwolde, Busstation - Makkinga - Tronde - Elsloo - Boijl - Noordwolde - Wilhelminaoord - Frederiksoord - Eesveen - De Bult - Steenwijk, Station NS                                                                                  | Geïntroduceerd in november 1996 als opvolger van lijn 27. In december 2009 gesplitst. Het deel Noordwolde-Steenwijk wordt gereden door lijn 13. Het deel Oosterwolde - Noordwolde hield lijnnummer 17 en is doorgetrokken naar Wolvega/Heerenveen via route van de voormalige lijn 26. |
| 18   | Station Leeuwarden - Cambuursterpad - Heechterp - Vrijheidswijk | Sinds 9 januari 2022 opgeheven. Ritten overgenomen door lijn 8. |
| 18   | Heerenveen, Station NS - Luinjeberd - Tjalleberd - Gersloot - Luxwoude - Tijnje - Nij Beets - Boornbergum - De Wilgen - Drachten, ABS Noord                                                                                             | Lijnnummer bestaat al sinds 1947 en daarmee het oudste lijnnummer in Friesland dat nog grotendeels de oorspronkelijke route rijdt (wel met verlenging naar Assen). Werd in november 1974 ingekort tot Tijnje. In november 1979 een van de eerste belbusprojecten in Nederland. Naderhand weer gewone buslijn en verlengd naar Drachten. Lijn slaat sinds december 2009 Boornbergum over (wordt bediend door lijn 11) en rijdt vanaf dat tijdstip ook door naar Assen                                                                                           |
| 19   | Drachten, Berglaan - Opeinde - Nijega - Eernewoude - Garijp - Wartena - Warga - Leeuwarden Autobusstation | Geïntroduceerd eind jaren vijftig als opvolger van lijn 9. Sinds mei 1971 ingekort tot Eernewoude. In 1984 opgeheven en vervangen door een lijn 19 met lijnvoering Nijega - Eernewoude - Bergum - Oostermeer - Noordbergum, die na enige jaren werd vervangen door belbus lijn 211 (zie aldaar). |
| 19   | Noordwolde - Wilhelminaoord - Frederiksoord - Nijensleek - Eesveen - Steenwijk | Sinds 11 december 2022 opgeheven. Ritten zijn onderdeel geworden van lijn 17. |
| 23   | Leeuwarden, Autobusstation - Hardegarijp - Noordbergum - Harkema - Surhuisterveen - Drachten, Vallaat | Gereden lijnroute geïntroduceerd in mei 1970 als lijn 3. In augustus 1981 hernoemd in lijn 23 en sinds 1996 wordt lijnnummer 13 gebruikt (zie aldaar). |
| 23   | Surhuisterveen, Nije Jirden - Drachten, Van Knobelsdorffplein | |
| 24   | Leeuwarden, Autobusstation - Nijega, Rijksweg - Nijtap - Drachten, de Hanebalken | Geïntroduceerd in november 1974. Reed toen nog tot Drachten, Berglaan en via de dorpen Opeinde en Nijega. Volgt sinds 1990 de snelle route tot Nijtap en rijdt verder in Drachten door tot de Hanebalken. Sinds 1996 lijn 14 (zie aldaar). |
| 24   | Station Leeuwarden - Aldân - Nijlân | Sinds 15 december 2024 opgeheven omdat lijnen 2 en 4 weer 's avonds en op zondag rijden. |
| 25   | Meppel - Havelterberg - Steenwijk - Tuk - Steenwijkerwold - De Blesse - Wolvega - Oldeholtwolde - Oudeschoot - Heerenveen, Station NS                                                                                                   | Geïntroduceerd in augustus 1981 als opvolger van lijn 15. Gedeelte De Blesse - Heerenveen opgeheven (wordt nu alleen nog gereden door lijn 17), gedeelte Steenwijk - De Blesse nu onderdeel van lijn 76, gedeelte Meppel - Steenwijk nu onderdeel van lijn 40) |
| 25   | Steenwijk - Tuk - Steenwijkerwold - De Blesse (keerlus) - Blesdijke - Oldemarkt, Kon. Julianaweg | Overgenomen door lijn 76 |
| 26   | Noordwolde, Molen - Vinkega - Steggerda - De Blesse - Wolvega - Oldeholtwolde - Oudeschoot - Heerenveen, Station NS | Route is in december 2009 overgenomen door lijn 17 |
| 27   | Oosterwolde, Busstation - Makkinga - Tronde - Elsloo - Boijl - Noordwolde - Wilhelminaoord - Frederiksoord - Eesveen - De Bult - Steenwijk, Station NS                                                                                  | Geïntroduceerd in 1948. Werd in november 1996 lijn 17 (zie aldaar). Deze route werd tussen 1914 en 1948 al gereden door een tramlijn van de NTM. |
| 28   | Noordwolde, Molen - Vinkega - Steggerda - De Blesse - Wolvega - Oldeholtwolde - Oudeschoot - Heerenveen, Station NS - Haskerdijken - Akkrum - Irnsum - Roordahuizum - Wijtgaard - Goutum - Leeuwarden, Autobusstation                   | Gedeelte Noordwolde - Heerenveen werd lijn 26, vanaf eind 2009 lijn 17, gedeelte Heerenveen - Leeuwarden bleef lijn 28, gedeelte Irnsum - Leeuwarden werd later onderdeel van lijn 95 |
| 29   | Drachten, Berglaan - Drachtstercompagnie - Rottevalle - Oostermeer - Eestrum - Noordbergum - Quatrebras - Hardegarijp - Leeuwarden, Autobusstation                                                                                      | Lijn reed van mei 1970 tot juni 1984 (voordien van 1947 tot 1970 als lijn 8). Kende 4 ritten naar Quatrebras, waarvan 1-2 doorreden naar Leeuwarden. Reed niet op zon- en feestdagen |
| 30   | Heerenveen, Station - De Knipe - Bontebok - Jubbega - Hoornsterzwaag | Gedeelte Heerenveen - Bontebok is nu onderdeel van lijn 215, gedeelte Bontebok - Hoornsterzwaag is nu onderdeel van lijn 15 |
| 30   | Buitenpost, Station - Twijzel - Kootstertille - Drogeham - Harkema - Rottevalle - Nijtap - Drachten, Vallaat | Geïntroduceerd in november 1996. Vanaf december 2009 vervangen door lijn 11 en buurtbus 101. |
| 31   | Buitenpost, Station - Blauwverlaat - Augustinusga - Surhuizum - Surhuisterveen, Torenplein - Harkema - Drogeham - Kootstertille - Kootstermolen - Twijzel - Buitenpost, Station                                                         | Geïntroduceerd in mei 1970. Vanaf november 1974 niet meer tussen Surhuisterveen en Kootstermolen, vanaf augustus 1990 alleen Buitenpost - Blauwverlaat - Augustinusga - Surhuizum - Surhuisterveen. Vanaf 1991 enige jaren doorgetrokken vanuit Surhuisterveen naar Drachten, van Knobelsdorffplein via Opende en Drachtstercompagnie. Gedeelte Surhuisterveen - Opende werd onderdeel van lijnen 33, 39 en 133, gedeelte Drachtstercompagnie - Drachten werd onderdeel van lijn 213 (opgeheven per december 2009). Vanaf december 2009 onderdeel van lijn 11. |
| 33   | Surhuisterveen, Torenplein - Opende - Kornhorn - Doezum - Grootegast - Sebaldeburen - Oldekerk - Niekerk - Faan - (Zuidhorn) - Enumatil - Hoogkerk - Groningen, CS                                                                      | Geheel vervangen door lijn 39 in januari 2012 |
| 34   | Akkrum, Station - Nes - Oldeboorn - Piershiem - Nij Beets - Drachten, Autobusstation | Lijn bestaat sinds november 1974 (daarvoor was dit lijn 24 in iets andere lijnvoering via Beetsterzwaag). In jaren tachtig deels gecombineerd met stadsdienst Drachten. Later na Nij Beets weer naar Beetsterzwaag, dat toen eindpunt werd. Sinds december 2009 onderdeel van lijn 11 |
| 47   | Sneek - Jutrijp - Hommerts - Woudsend - Balk - Sondel - Lemmer | Opgeheven per 15 december 2024. Het trajectdeel Sneek - Balk werd toegevoegd aan lijn 44, terwijl het trajectdeel Balk - Lemmer aan lijn 41 werd toegevoegd. |
| 49   | Wolvega - Oldelamer - Munnekeburen - Scherpenzeel - Kuinre - Luttelgeest - Marknesse - Emmeloord | Werd daarna lijn 76. Later kwam gedeelte Wolvega - Scherpenzeel te vervallen en werd onderdeel van buurtbuslijn 108. Gedeelte Scherpenzeel - Emmeloord is nog steeds lijn 76. |
| 52   | Dokkum → Niawier → Oosternijkerk → Morra → Anjum → Oostmahorn → Paesens → Nes → Wierum → Oosternijkerk → Niawier → Dokkum | Opgeheven op 9 januari 2022. Groot deel vervangen door lijntaxi 552. |
| 74   | Leeuwarden - Jelsum - Stiens - Sint Annaparochie/Alde Leie - Oude Bildtzijl | Opgeheven op 9 januari 2022. Groot deel vervangen door lijntaxi 573. Het traject Leeuwarden - Stiens verviel in zijn geheel, lijnen 60 en 154 van/naar Leeuwarden waren het alternatief. |
| 74   | Franeker - Tzummarum - Minnertsga - Berltsum - Bitgum - Marsum - Leeuwarden | Opgeheven per 15 december 2024. De ritten op het routedeel Minnertsga - Leeuwarden werden onderdeel van de bestaande lijn 71, terwijl tussen Franeker en Minnertsga lijn 75 ging rijden. |
| 80   | Heerenveen, Station - Drachten - Marum, Rijksweg - Niebert, Rijksweg - Midwolde, Rijksweg - Groningen, Ged. Zuiderdiep - Groningen, CS                                                                                                  | Geïntroduceerd als lijn 25 in november 1979 bij de koppeling van lijn 25 Heerenveen - Drachten en lijn 2(ex ESA) Drachten - Groningen. Sinds augustus 1981 gebruik van lijnnummer 80. Vanaf augustus 1990 lijn 100 (zie aldaar), Niebert Rijksweg is de oude benaming voor Boerakker Rijksweg |
| 81   | Drachten, Busstation - Ureterp - Frieschepalen - Siegerswoude - De Wilp - Marum - Nuis - Leek - Midwolde - A7 - Groningen, CS | Geïntroduceerd in november 1979 als opvolger ex ESA lijn 1. Nu alleen gedeelte Leek - Groningen, gedeelte Drachten - Marum nu onderdeel van lijn 89, gedeelte Marum - Leek nu onderdeel van lijn 88 |
| 84   | Drachten, Busstation - Ureterp - Frieschepalen - Bakkeveen - Waskemeer - Haulerwijk - Veenhuizen/Norg - Assen, Busstation/NS | Geïntroduceerd in november 1979 als opvolger ex ESA lijn 4. Maakt sinds december 2009 deel uit van lijn 18. |
| 85   | Wolvega, Station NS - Scherpenzeel - Spanga - Ossenzijl - Oldemarkt - Blesdijke, Lagebroekweg | Vervangen door schoolbuslijn 675 |
| 89   | Beetsterzwaag - Ureterp - Frieschepalen - Siegerswoude - Marum - Boerakker, Rijksweg (voorheen Niebert, Rijksweg) - Midwolde, Rijksweg - Hoogkerk, Rijksweg - Groningen, Overwinningsplein - Groningen, Ged. Zuiderdiep - Groningen, CS | Geïntroduceerd in augustus 1981 als opvolger van lijn 21 die van mei 1948 - november 1979 beginpunt in Heerenveen had. Beginpunt Beetsterzwaag is in 1998 Ureterp geworden en na een aantal jaren verlegd naar Drachten, in Groningen niet meer via Gedempte Zuiderdiep |
| 90   | Heerenveen, Station - Joure - Sneek - Bolsward - Afsluitdijk | Later lijn 310, daarna lijn 351 |
| 90   | (Heerenveen - Joure -) Sneek - Bolsward - Kop Afsluitdijk | Sinds 11 december 2022 opgeheven |
| 91   | Heerenveen - Joure - Uitwellingerga - Sneek | Per 15 december 2024 gecombineerd met lijn 99 tot een doorgaande lijn Heerenveen - Harlingen. |
| 93   | Sneek - Scharnegoutum - Easterwierum - Mantgum - Jorwert - Weidum - Jellum - Leeuwarden | Sinds 13 december 2020 omgezet in lijntaxi 593 |
| 95   | Leeuwarden, Autobusstation - Goutum - Wijtgaard - Roordahuizum - Irnsum - Terherne - Joure, Rotonde - Haskerhorne - Oudehaske - Heerenveen, Station NS - De Greiden                                                                     | Gedeelte Heerenveen, Station NS - De Greiden later opgeheven, gedeelte Joure - Heerenveen is nu onderdeel van lijn 98, gedeelte Leeuwarden - Jirnsum nu lijn 28 |
| 98   | Bolsward - Wons - Makkum - Cornwerd - Kop Afsluitdijk | Opgeheven per 15 december 2024. Het trajectdeel Bolsward - Makkum werd onderdeel van de nieuwe Qliner 390, terwijl het trajectdeel Makkum - Kop Afsluitdijk onderdeel werd van lijn 96. |
| 100  | Lelystad - Emmeloord - Lemmer - Joure - Heerenveen, Station - Drachten - Marum, Rijksweg - Boerakker, Rijksweg - Midwolde, Rijksweg - Groningen, Ged. Zuiderdiep - Groningen, CS                                                        | Geïntroduceerd in augustus 1990 als opvolger van lijn 80. Met kortere route door Drachten die niet meer via Autobusstation (Noord) en Noorderbuurt ging. Gedeelte Emmeloord - Heerenveen alleen in de spits, Lelystad - Heerenveen later als lijn 315, richting Groningen niet meer via Gedempte Zuiderdiep maar wel via P+R Hoogkerk, gedeelte Heerenveen - Groningen nu gesplitst in lijnen 310 en 304, wordt wel door dezelfde bus bediend |
| 107  | Oldeberkoop - Twijtel - Makkinga - Veneburen - Langedijke - Oosterwolde - Fochteloo - Ravenswoud - Appelscha | Opgeheven per 29 april 2022 wegens het lage aantal reizigers |
| 114  | Leeuwarden - Garyp - Nijega - Drachten - Wijnjewoude - Donkerbroek - Oosterwolde - Appelscha - Hijkersmilde - Smilde - Bovensmilde - Assen                                                                                              | Opgeheven per 15 december 2024. Het trajectdeel Leeuwarden - Drachten werd ondergebracht bij lijn 20, die voortaan via Nijega en Garyp ging rijden. Het trajectdeel Drachten - Assen werd onderdeel van de nieuwe Qliner 380. |
| 115  | Heerenveen - Oudeschoot - Mildam - Katlijk - Nieuwehorne - Oudehorne - Jubbega - Hoornsterzwaag - Donkerbroek - Oosterwolde - Appelscha - Hijkersmilde - Smilde - Bovensmilde - Assen                                                   | Per 15 december 2024 opgesplitst in lijnen 15 en 380. |
| 116  | Drachten, Busstation - Wijnjewoude - Donkerbroek - Oosterwolde - Veenhuizen - Norgervaart - Assen, Busstation / NS | In december 2009 overgenomen door lijn 19. |
| 126  | Heerenveen, Station - A32 - Oldeholtwolde - Wolvega, Station - Oldeholtpade - Oldeberkoop - Makkinga - Oosterwolde, Busstation | Sneldienst geïntroduceerd op 28 mei 2000, reed direct de A32 op richting Wolvega. Gedeelte Heerenveen - Wolvega in 2006 opgeheven. Nu overgenomen door lijn 16 |
| 132  | Kop Afsluitdijk - Harlingen Veerbootterminal | Ritten overgenomen door lijn 71 |
| 134  | Groningen, CS - A7 - Drachten - Suameer - Bergum - Quatrebras - Veenwouden - Damwoude - Dokkum - Waaxens - Holwerd, Veerdam | Reed tot 1998 via Zuidhorn - Grijpskerk - Buitenpost in plaats van de A7. Behoorde bij de GD concessie. Per 13 december 2009 opgeheven. |
| 140  | Schiermonnikoog Veerdam - Strandhotel/Oosterreeweg | Vervangen door lijnen 1, 2 en 5 |
| 141  | Schiermonnikoog Veerdam - Bungalowpark De Monnik | Vervangen door lijnen 2 t/m 4 |
| 150  | Dokkum → Hantum → Ternaard → Holwert Dorp → Blije → Marrum → Hallum → Hijum → Feinsum → Leeuwarden | Ritten van deze lijnen zijn per 15 december 2024 geïntegreerd in lijn 60. |
| 154  | Dokkum - Hantum - Ternaard - Holwert Dorp - Blije - Marrum - Hallum - Stiens - Jelsum - Leeuwarden | Ritten van deze lijnen zijn per 15 december 2024 geïntegreerd in lijn 60. |
| 155  | Leeuwarden - Quatrebras - Feanwâlden - Dokkum - Mitselwier - Morra - Anjum - Lauwersoog | Opgeheven per 15 december 2024. Delen van deze lijn zijn overgenomen door lijnen 51, 55 en 62. |
| 160  | Dokkum - Waaxens - Holwerd | Ritten ingevoegd in lijn 660 die voortaan ook in de vakanties ging rijden. |
| 166  | Holwerd - Leeuwarden | Opgeheven per 8 augustus 2023 |
| 170  | Leeuwarden - Beetgum - Berlikum - Sint Annaparochie - Sint Jacobieparochie - Minnertsga | 's Ochtends in de richting van Minnertsga, 's middags in de richting van Leeuwarden; rijdt niet 's avonds en in het weekend, in december 2019 overgenomen door lijnen 1 en 70. |
| 180  | Heerenveen - Groningen | Alleen in de spits, later lijn 315 |
| 198  | Heerenveen - Nijehaske - Oudehaske - Haskerhorne - Joure - Sneek - Nijland Rijksweg - Bolsward | Vervangen door lijn 98 |
| 191  | Heerenveen - Oudehaske - Joure - Uitwellingerga - Sneek | Per 15 december 2024 gecombineerd met lijn 199 tot een doorgaande lijn Heerenveen - Harlingen. |
| 192  | Bolsward - Wommels - Leeuwarden | Per 15 december 2024 onderdeel van Qliner 355. |
| 199  | Heerenveen - Joure - Oppenhuizen - Sneek - Nijland Rijksweg - Bolsward | |
| 206  | Tietjerk, Zwartewegsend - Suawoude, Dorpshuis | Belbus opgeheven per december 2009 en dienst overgenomen door lijn 19 en de Opstapper |
| 211  | Eestrum, Kooilaan - Oostermeer - Bergum - Suameer - Garijp - Eernewoude - Oudega - Nijega, Rijksweg | Belbus, opgeheven per december 2009 en dienst overgenomen door lijnen 20 en 21 en de Opstapper |
| 211  | Nij Beets - Oldeboorn - Akkrum | Opgeheven per 9 januari 2022 en vervangen door de Opstapper |
| 212  | Drachten, Van Knobelsdorffplein - Nijtap - Opeinde - Nijega, Rijksweg | Belbus, opgeheven per december 2009 en dienst overgenomen door lijn 19 |
| 212  | Buitenpost - Augustinusga - Surhuizum - Surhuisterveen - Boelenslaan - Houtigehage - Drachtstercompagnie - Drachten | Opgeheven per 9 januari 2022 en vervangen door de Opstapper |
| 213  | Surhuisterveen, Torenplein - Boelenslaan - Houtigehage - Rottevalle - Drachtstercompagnie - Drachten, Van Knobelsdorffplein | Belbus, opgeheven per december 2009 en dienst grotendeels overgenomen door lijn 11 |
| 213  | Veenwouden - Quatrebras - Noordbergum - Kootstertille - Drogeham - Harkema - Surhuisterveen | Opgeheven per 9 januari 2022 en vervangen door de Opstapper |
| 215  | Heerenveen, Station - De Knipe - Bontebok - Katlijk - Oranjewoud - Bontebok - Heerenveen, Station | Opgeheven per december 2009. Vervangen door de Opstapper. Katlijk bereikbaar met lijn 15, De Knipe met lijn 20, 21. |
| 216  | Oldeberkoop - Nijeberkoop - Makkinga - Oosterwolde | Opgeheven per 9 januari 2022 en vervangen door de Opstapper |
| 217  | Noordwolde - Oosterstreek - Boyl - Elsloo - Makkinga - Oosterwolde | Opgeheven per 9 januari 2022 en vervangen door de Opstapper |
| 219  | Gorredijk - Lippenhuizen - Jubbega - Oldeberkoop - Noordwolde | Opgeheven per 9 januari 2022 en dienst overgenomen door lijntaxi 518 |
| 223  | Heerenveen - Luinjeberd - Tjalleberd - Tijnje - Nij Beets | Opgeheven per 9 januari 2022 en vervangen door de Opstapper |
| 224  | Tijnje - Nij Beets - Boornbergum - Drachten | Opgeheven per 9 januari 2022 en vervangen door de Opstapper |
| 225  | Blesdijke, Café Van Der Wal - De Blesse, Noord | Opgeheven per december 2009. Alternatief: Connexxion lijn 76 richting Steenwijk of Marknesse |
| 226  | Wolvega, Station - Oldeholtpade - Ter Idzard - Oldeholtpade - Nijeholtpade - De Hoeve - Wolvega, Station | Opgeheven per december 2009 en vervangen door de Opstapper |
| 235  | Sneek (- Offingawier) - Scharnegoutum - Lytsewierrum - Rien - Itens - Easterein - Wommels | Opgeheven per 9 januari 2022 en dienst overgenomen door lijntaxi 538 |
| 239  | Sneek - IJlst - Blauwhuis - Parrega - Ferwoude | Opgeheven per 9 januari 2022 en dienst overgenomen door lijntaxi 539 |
| 243  | Langweer - Boornzwaag - Sint Nicolaasga - Scharsterbrug - Joure | Opgeheven per 9 januari 2022 en vervangen door de Opstapper |
| 249  | Sint Johannesga - Rotsterhaule - Ouwsterhaule - Scharsterbrug - Joure | Opgeheven per 9 januari 2022 en vervangen door de Opstapper |
| 261  | Damwoude - Wouterswoude - Driesum - Veenklooster - Buitenpost | Opgeheven per 9 januari 2022 en dienst overgenomen door lijntaxi 561 |
| 273  | Minnertsga - Dijkshoek - Westhoek - Sint Jacobiparochie - Sint Annaparochie - Nij Altoenae - Oude Bildtzijl | Opgeheven per 9 januari 2022 en vervangen door de Opstapper |
| 335  | Bolsward Busstation - Sneek - Joure - Heerenveen - Groningen Zernike | Opgeheven per 9 januari 2022 vanwege te lage passagiersaantallen |
| 322  | Drachten - Wijnjewoude - Donkerbroek - Oosterwolde Busstation | Opgeheven per 9 januari 2022 en dienst overgenomen door lijn 114 |
| 351  | Alkmaar - Den Oever - Afsluitdijk - Harlingen | Opgeheven per december 2018 vanwege te lage passagiersaantallen |
| 351  | Heerenveen, Station - Joure - Sneek - Bolsward - Afsluitdijk - Zürich - A31 - Harlingen, Veerbootterminal | Ontstaan in 1995 als lijn 310 vanaf Kop Afsluitdijk naar Heerenveen, die in eerste instantie doorreed als lijn 315 naar Groningen, daarna werd 310 verlengd naar Drachten. Opgeheven per 12 december 2010 vanwege een te laag passagiersaantal. Ter vervanging rijdt er een extra bus tussen Heerenveen en Bolsward in de spits onder lijn 198. |
| 441  | Hallum, Provinciale Weg - Stiens - Vrouwenparochie - Sint Annaparochie - Sint Jacobiparochie - Berlikum, TDF / Sans Souci | De discobussen werden van 22 juni 2007 t/m 8 december 2012 geëxploiteerd door Connexxion. Daarvoor reden er al circa 15 jaar discobussen tussen deze plaatsen richting TDF en werden uitgevoerd door taxibedrijf Van der Horn. Lijn 443 werd al op 1 maart 2012 opgeheven vanwege vernielingen. Sinds 9 december 2012 worden de lijnen weer geëxploiteerd door een taxibedrijf, omdat Arriva te veel geld vroeg voor de exploitatie. |
| 442  | Tzum, Martenahiem - Franeker - Zweins - Dronrijp - Menaldum - Berlikum, TDF / Sans Souci | De discobussen werden van 22 juni 2007 t/m 8 december 2012 geëxploiteerd door Connexxion. Daarvoor reden er al circa 15 jaar discobussen tussen deze plaatsen richting TDF en werden uitgevoerd door taxibedrijf Van der Horn. Lijn 443 werd al op 1 maart 2012 opgeheven vanwege vernielingen. Sinds 9 december 2012 worden de lijnen weer geëxploiteerd door een taxibedrijf, omdat Arriva te veel geld vroeg voor de exploitatie. |
| 443  | Harlingen, Station - Midlum - Wijnaldum - Sexbierum - Pietersbierum - Oosterbierum - Tzummarum - Minnertsga - Berlikum, TDF / Sans Souci                                                                                                | De discobussen werden van 22 juni 2007 t/m 8 december 2012 geëxploiteerd door Connexxion. Daarvoor reden er al circa 15 jaar discobussen tussen deze plaatsen richting TDF en werden uitgevoerd door taxibedrijf Van der Horn. Lijn 443 werd al op 1 maart 2012 opgeheven vanwege vernielingen. Sinds 9 december 2012 worden de lijnen weer geëxploiteerd door een taxibedrijf, omdat Arriva te veel geld vroeg voor de exploitatie. |
| 444  | Leeuwarden, Valeriusstraat - Marssum - Beetgumermolen - Berlikum, TDF / Sans Souci | De discobussen werden van 22 juni 2007 t/m 8 december 2012 geëxploiteerd door Connexxion. Daarvoor reden er al circa 15 jaar discobussen tussen deze plaatsen richting TDF en werden uitgevoerd door taxibedrijf Van der Horn. Lijn 443 werd al op 1 maart 2012 opgeheven vanwege vernielingen. Sinds 9 december 2012 worden de lijnen weer geëxploiteerd door een taxibedrijf, omdat Arriva te veel geld vroeg voor de exploitatie. |
| 511  | Drachten - Nij Beets - Aldeboarn - Akkrum | Opgeheven per 15 december 2024 |
| 513  | Feanwâlden - Quatrebras - Noardburgum - Kootstertille - Drogeham - Harkema - Surhuisterveen - Rottevalle - Drachten | Opgeheven per 15 december 2024 |
| 514  | Drachten, Van Knobelsdorffplein - Ziekenhuis Poli | Opgeheven per 11 december 2022 en vervangen door de Opstapper |
| 515  | Heerenveen - Oudeschoot - Mildam - Katlijk - Nieuwehorne - Oudehorne - Jubbega | Opgeheven per 15 december 2024 |
| 516  | Wolvega - Oldeholtpade - Nijeholtpade - Oldeberkoop - Nijeberkoop - Makkinga - Oosterwolde | Opgeheven per 15 december 2024 |
| 517  | Wolvega - De Blesse - Steggerda - Noordwolde - Wilhelminaoord - Frederiksoord - Nijensleek - Eesveen - Steenwijk | Opgeheven per 15 december 2024 |
| 518  | Noordwolde - Oosterstreek - Boyl - Elsloo - Makkinga - Oosterwolde | Opgeheven per 15 december 2024 |
| 518  | Gorredijk - Lippenhuizen - Jubbega - Oldeberkoop - Noordwolde | Vernummerd naar lijn 519 per 31 maart 2024 |
| 519  | Gorredijk - Lippenhuizen - Jubbega - Oldeberkoop - Noordwolde | Opgeheven per 15 december 2024 |
| 519  | Wolvega - Oldeholtpade - Nijeholtpade - Oldeberkoop - Noordwolde - Wilhelminaoord - Frederiksoord - Nijensleek - Eesveen - Steenwijk | Opgeheven per 31 maart 2024 en vervangen door verschillende lijnen in de omgeving die vaker gaat rijden |
| 535  | Sneek - Scharnegoutum - Boazum - Easterlittens - Winsum - Wjelsryp - Tzum - Franeker | Opgeheven per 15 december 2024 |
| 538  | Sneek - Offingawier - Scharnegoutum - Lytsewierrum - Rien - Itens - Easterein - Wommels | Opgeheven per 15 december 2024 |
| 539  | Sneek - IJlst - Blauwhuis - Parrega - Ferwoude | Opgeheven per 15 december 2024 |
| 544  | Bolsward - Parrega - Workum - Koudum - Hemelum - Bakhuizen - Mirns - Rijs - Oudemirdum - Nijemirdum - Sondel | Opgeheven per 15 december 2024 |
| 548  | Lemmer - Oosterzee - Echtenerbrug - Delfstrahuizen - Rotsterhaule - Sint Johannesga - Rottum - Heerenveen | Opgeheven per 15 december 2024 |
| 552  | Dokkum → Nijewier → Easternijtsjerk → Peazens → Nes → Easternijtsjerk → Nijewier → Dokkum | Opgeheven per 15 december 2024 |
| 560  | Holwert - Waaxens - Dokkum | Opgeheven per 15 december 2024 |
| 561  | Damwâld - Wâlterswâld - Driezum - Veenklooster - Buitenpost | Opgeheven per 15 december 2024 |
| 573  | Stiens - Sint Annaparochie/Alde Leie - Oude Bildtzijl | Opgeheven per 15 december 2024 |
| 575  | Witmarsum - Pingjum - Arum - Achlum - Franeker | Opgeheven per 15 december 2024 |
| 584  | Drachten - Ureterp - Wijnjewoude - Bakkeveen - Waskemeer - Haulerwijk - Veenhuizen - Huis ter Heide - Assen | Opgeheven per 15 december 2024 |
| 593  | Sneek - Scharnegoutum - Easterwierum - Mantgum - Jorwert - Weidum - Jellum - Leeuwarden | Opgeheven per 15 december 2024 |
| 594  | Sneek - Scharnegoutum - Goënga - Gauw - Sibrandabuorren - Tersoal - Poppenwier - Raerd - Reduzum | Opgeheven per 15 december 2024 |
| 601  | Station Leeuwarden - Slauerhoffweg | Opgeheven per 15 december 2024 |
| 603  | Station Leeuwarden - Firda/Wilaarderburen | Opgeheven per 15 december 2024 en vervangen door lijn 9. |
| 604  | Drachten - Marum - Boerakker - Midwolde - Hoogkerk - Groningen, CS | Tot en met 7 januari 2012, spitsbus |
| 611  | Station Leeuwarden - Caparis | Opgeheven per 15 december 2024 en vervangen door lijn 11. |
| 612  | Station Leeuwarden - NHL Stenden | Opgeheven per 15 december 2024 en vervangen door lijn 10. |
| 621  | Gorredijk - Tijnje - Uilesprong - Aldeboarn - Akkrum | Opgeheven per 15 december 2024 en vervangen door lijn 26. |
| 633  | Station Leeuwarden - Beursplein - Schieringen - Friese Poort - Kalverdijkje | Opgeheven per 9 januari 2022 en dienst overgenomen door lijnen 3 en 603 |
| 651  | Leeuwarden - Ryptsjerk - Gytsjerk - Oentsjerk - Altsjerk - Readtsjerk - Rinsumageast - Damwâld - Wâlterswâld - Dokkum | Opgeheven per 15 december 2024 en vervangen door lijn 151. |
| 655  | Lauwersoog → Anjum → Morra → Mitselwier → Dokkum → Leeuwarden | Opgeheven per 15 december 2024. |
| 660  | Dokkum - Waaxens - Holwert | Opgeheven per 15 december 2024 en vervangen door lijn 56. |
| 676  | Scherpenzeel - Ossenzijl - Oldemarkt - Blesdijke - Wolvega, Linde College | Tot 8 december 2012 lijn 675. Werd opgeheven per 29 juni 2013 vanwege te lage passagiersaantallen. |
| 692  | Makkum → Bolsward → Wommels → Leeuwarden | Opgeheven per 15 december 2024. |
| 698  | Makkum - Bolsward - Sneek | Opgeheven per 15 december 2024 en vervangen door Qliner 390. |
| 806  | Station Leeuwarden - Centrum - NHL - Bilgaard | Opgeheven per 31 maart 2024, waarbij de ritten werden geïntegreerd in lijn 6. |
| 809  | Station Leeuwarden - Centrum | Vlinder, opgeheven per 15 december 2024 |
| 824  | Station Leeuwarden - Aldlân/Nijlân | Vlinder, opgeheven per 16 oktober 2022 en vervangen door vaste buslijn 24 |
| 825  | Station Leeuwarden - Techum | Vlinder, opgeheven per 15 december 2024 en vervangen door de Opstapper en lijnen 1 en 5. |